# Vertikalcirkel
Vertikalcirkel, eller bara vertikal, även kallad höjdcirkel, betecknar inom astronomi och geodesi en storcirkel på himmelssfären som går genom zenit och nadir. Härav följer direkt att lodlinjen ligger i vertikalcirkelns plan och att alla vertikalcirklar därför bildar rät vinkel mot horisonten.
De två viktigaste vertikalcirklarna är meridianen (som går genom nord- och sydpunkterna) och den första vertikalen (som går genom ost- och västpunkterna)
Genom en godtycklig punkt på himmelssfären (ortens zenit och nadir undantagna) går, i ett givet ögonblick, endast en vertikalcirkel. För ett objekt på himmelssfären anges dess altitud (höjd) som båglängden längs den vertikal som går genom objektet från horisonten till objektet, medan objektets azimut är båglängnden längs horisonten mätt medurs (sett från zenit) från nordpunkten till skärningspunkten mellan objektets vertikal och horisonten.

## Mätinstrument
Med "vertikalcirkel" kan även avses ett optiskt instrument som består av ett teleskop som är monterat på en fast horisontell axel och vars möjliga riktningar därför följer en vertikalcirkel på himlen. 
Ett specialfall av detta instrument, när det följer platsens meridian, är meridiancirkeln. Se även artikeln Passageinstrument.